# Distretto di Chapimarca
Il distretto di Chapimarca è un distretto del Perù nella provincia di Aymaraes (regione di Apurímac) con 2.221 abitanti al censimento 2007 dei quali 1.161 urbani e 1.060 rurali.
È stato istituito il 2 gennaio 1857.